# Schleuse Kachlet
Die Schleusenanlage Kachlet wurde mit der Gesamtbaumaßnahme Kraftwerk Kachlet für die Durchgängigkeit der Schifffahrt auf der Donau errichtet.

## Lage und technische Daten
Die beiden Kammern der Doppelschleuse liegen an Donau-Kilometer 2230,6 und haben jeweils eine nutzbare Länge von 226,5 m und eine Nutzbreite von 24 m. Zuerst wurde 1925 mit dem Bau der Südschleuse begonnen und 1927 folgte dann die Nordschleuse.
Die Fallhöhe der Schleuse beträgt 9,80 m. Die Füllzeit beträgt derzeit 35 Minuten. Das Ausbaustauziel am zugehörigen Wehr des Kraftwerk Kachlet liegt bei 299,8 m ü. NN. Die Bedienung der beiden Schleusenkammern erfolgt durch Personal vor Ort an der Schleuse.

## Sanierung

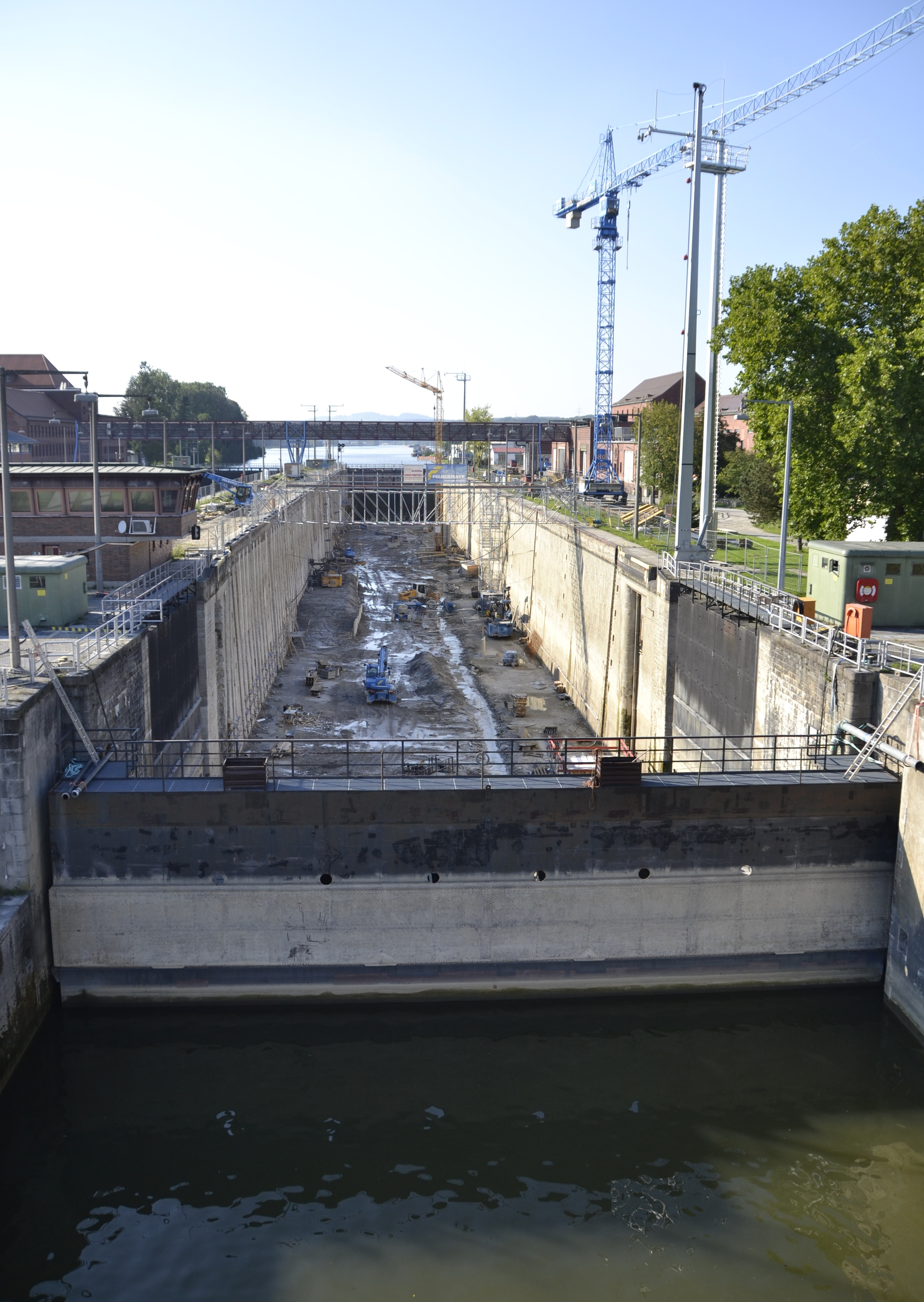
Die Instandsetzungsarbeiten im Jahr 2012

Zwischen den Jahren 2011 und 2015 erfolgte eine Grundinstandsetzung der Mittelmauer zwischen den beiden Schleusenkammern. In den folgenden Jahren wurden zudem weitere Sicherungs- und Instandsetzungsarbeiten an verschiedenen Bauteilen durchgeführt, darunter Schachttrennwände, Revisionsverschlüsse, Dammbalken sowie Rollkeilschützen. Diese Maßnahmen dienen der Gewährleistung eines sicheren Betriebs der Schleuse bis zur geplanten umfassenden Grundinstandsetzung der gesamten Anlage. Nach aktuellem Stand ist mit dem Beginn der umfassenden Bauarbeiten erst ab dem Jahr 2025 zu rechnen. Die Sanierungsarbeiten sollen sich über mehr als ein Jahrzehnt erstrecken. Dabei ist vorgesehen, zunächst die Südschleuse zwischen 2026 und 2033 zu sanieren und im Anschluss die Nordschleuse von 2033 bis 2038. Während der Sanierung einer Schleusenkammer bleibt jeweils die andere in Betrieb, um die Schifffahrt auf der Donau aufrechtzuerhalten.